# گوی‌بلاغ پایین
گوی‌بلاغ پایین یکی از روستاهای استان آذربایجان شرقی است که در دهستان اسپران بخش مرکزی شهرستان تبریز واقع شده‌است.این روستا ۸۳ نفر جمعیت دارد.